# Сингапур на Светском првенству у атлетици у дворани 2012.
Сингапур је учествовао на Светском првенству у атлетици у дворани 2012. одржаном у Истанбулу од 9. до 11. марта. Ово је његово пето учешће на светским првенствима. Репрезентацију Сингапура представљало је двоје такмичара (1 мушкарац и 1 жена), који су се такмичили у тркама на 60 метара и 60 метара са препонама.
Сингапур није освојио ни једну медаљу али је Dipna Lim Prasad остварила национални рекорд.

## Учесници
| Мушкарци: - Фу И Јео — 60 м | Жене: - Dipna Lim Prasad — 60 м препоне |  |

## Резултати

### Мушкарци
| Атлетичар | Дисциплина | Лични рекорд | Квалификације | Квалификације | Полуфинале | Полуфинале | Финале               | Финале       | Детаљи |
| Атлетичар | Дисциплина | Лични рекорд | Резултат      | Место         | Резултат   | Место      | Резултат             | Место        | Детаљи |
| --------- | ---------- | ------------ | ------------- | ------------- | ---------- | ---------- | -------------------- | ------------ | ------ |
| Фу И Јео  | 60 м       | 6,71 НР      | 6,90 кв       | 4. у гр. 1    | 6,93       | 8. у гр. 2 | Није се квалификовао | 23 / 57 (61) |        |

### Жене
| Атлетичарка      | Дисциплина   | Лични рекорд | Квалификације | Квалификације | Полуфинале            | Полуфинале            | Финале                | Финале       | Детаљи |
| Атлетичарка      | Дисциплина   | Лични рекорд | Резултат      | Место         | Резултат              | Место                 | Резултат              | Место        | Детаљи |
| ---------------- | ------------ | ------------ | ------------- | ------------- | --------------------- | --------------------- | --------------------- | ------------ | ------ |
| Dipna Lim Prasad | 60 м препоне |              | 9,00 НР       | 8. у гр. 4    | Није се квалификовала | Није се квалификовала | Није се квалификовала | 27 / 28 (31) |        |